# Jean Baptiste Kléber
Jean Baptiste Kléber (n. 9 martie 1753, Strasbourg, Franța – d. 14 iunie 1800, Cairo, Imperiul Otoman) a fost un general francez din timpul Războaielor Revoluției Franceze.
Și-a manifestat vocația militară la o vârstă fragedă. S-a înrolat la 16 ani, în anul 1769, în Regimentul I Husari. A revenit în viața civilă pentru a studia desenul.
După o carieră de arhitect (diplomat în 1775), Kléber s-a întors în armată, devenind cadet la München. A servit ca ofițer în armata austriacă până în 1785.
S-a înrolat în armata franceză republicană în 1792, a participat la apărarea de la Mayence, apoi s-a evidențiat în luptele de la Cholet (1793), Mans și Savenay (1793) și de la Fleurus (1794). De asemenea, are meritul victoriei de la Altenkirchen (1796). A luptat în Egipt, începând din 1798, unde a devenit comandant al trupelor dislocate aici după plecarea lui Napoleon Bonaparte (august 1799).
Jean Baptiste Kléber a fost semnatar al Convenției de la El-Arich, cu Anglia, a comandat armata napoleoniană la Heliopolis, împotriva turcilor și reprimat Revolta din Cairo (aprilie 1800).
A fost asasinat în 14 iunie 1800 la Cairo de studentul sirian kurd Suleiman Al Halabi.
Resturile pamântești au fost duse în orașul natal, Strasbourg, după un traseu sinuos. Mormântul este omagiat de o statuie dezvelită la 14 iunie 1840.
Kléber a fost mason de rang înalt.